# 葉爾馬克角
70°6′S 160°41′E / 70.100°S 160.683°E
葉爾馬克角是南極洲的海岬，位於維多利亞地的倫尼克灣西部，處於茲納緬斯基島西北面40公里，以蘇聯的破冰船命名，現時由南極條約體系管理。